# Прояснення води
Прояснення води (рос. осветление воды, англ. water clarification, (clarification of recycled / circulating water), нім. Wasserklärung f, Umlaufwasserklärung f) — зниження вмісту твердої зависі в оборотній (обіговій) воді збагачувальної фабрики для поліпшення її реологічних властивостей. П.в. — технологічний процес обробки шламових вод гірничих підприємств під дією гравітаційних або відцентрових сил, згущення осаду і його виділення. П.в. — одна з технологічних операцій при збагаченні корисних копалин. Здійснюється відстоюванням, фільтруванням, центрифугуванням і флотацією. Найбільше поширення отримали процеси відстоювання і флотації. Іноді для П.в. застосовують флокулянти. При П.в. отримують прояснену воду і згущений продукт з максимально можливим вмістом твердого компонента. Мірою прояснення (просвітлення) води є залишковий вміст у ній твердих частинок (в г/л). Раціональним для вуглезбагачувальних фабрик вважається вміст твердого в обіговій воді 45–50 г/л.